# 諸葛亮 (中國大陸電視劇)
諸葛亮是一個描述三國時代名相諸葛亮的電視劇，是以羅貫中所著的歷史小說三國演義的記載為基礎。諸葛亮電影劇是由湖北電視台在1985年首播。

## 各集標題
| #  | 標題     |
| -- | -------- |
| 1  | 隆中访贤 |
| 2  | 卧龙出山 |
| 3  | 舌战群儒 |
| 4  | 智激周瑜 |
| 5  | 赤壁斗智 |
| 6  | 巧借东风 |
| 7  | 急赴柴桑 |
| 8  | 卧龙吊孝 |
| 9  | 知人善任 |
| 10 | 拜将入川 |
| 11 | 误失街亭 |
| 12 | 上书自贬 |
| 13 | 六出祁山 |
| 14 | 鞠躬尽瘁 |

## 角色
蜀汉
- 李法曾：飾演諸葛亮
- 傅平平/赵慧珍：飾演黃夫人
- 李力：飾演诸葛瞻
- 黃家德：飾演劉備
- 吴斗争/吉华：飾演刘禅
- 鄭軍：飾演关羽
- 张辛元：飾演张飞
- 袁新民/张大万：飾演赵云
- 刘明凯：飾演庞统
- 苏厚超：飾演魏延
- 李成彬：飾演徐庶
- 吴春光：飾演蒋琬
- 乐茂林：飾演费祎
- 何玉海：飾演姜维
- 糞胤智：飾演杨仪
- 王树海：飾演石广元
- 鲍金祥：飾演孟公威
- 孙建章：飾演崔州平
- 梅荣清：飾演黄承彦
- 邓启平：飾演诸葛均
- 沈建军：飾演诸葛乔
- 周大成：飾演关平
- 朱杰：飾演关兴
- 王继志：飾演向朗
- 田亦秋：飾演李福
- 李建勋：飾演王平 / 吳程普
- 胡魁：飾演严颜 / 吳严畯
- 罗民帜：飾演马谡 /吳张温
- 王力航：飾演张苞 / 魏蔡瑁

魏
- 王伟：飾演曹操
- 王振荣：飾演司马懿
- 吴正汉：飾演司马师
- 艾武：飾演司马昭
- 史德才：飾演夏侯惇
- 韩遂：飾演乐进
- 潘正民：飾演张郃
- 张怀志：飾演蒋干
- 邵永澄：飾演张允

吴
- 徐正运：飾演孙权
- 姜庚辰：飾演周瑜
- 刘丽华：飾演小乔
- 冯明义/宋邦贵：飾演鲁肃
- 杨秀章：飾演黄盖
- 李金鹿：飾演甘宁
- 钱文华：飾演张昭
- 章继超：飾演虞翻
- 董少敏：飾演步骘
- 张庆昌：飾演陆绩
- 鲁有成：飾演程秉
- 张庆海：飾演薛综
- 田羽：飾演骆统
- 万威：飾演周循
- 姚抗洪：飾演张休

## 獎項
1. 第四屆中国电视金鹰奖特别奖
2. 第六屆中国电视剧飞天奖优秀电视连续剧二等獎